# 築地本願寺和田堀廟所
築地本願寺和田堀廟所（つきじほんがんじわだぼりびょうしょ）は、東京都杉並区にある浄土真宗本願寺派の寺院。築地本願寺の分院である。

## 概要
1923年（大正12年）の関東大震災で築地本願寺は壊滅的打撃を受けた。築地本願寺本寺は現地で再建されることになったが、築地本願寺の中にあった小寺院は各地に分散し、墓地は別の場所に検討することになった。
そんな折、陸軍省火薬庫跡地の払い下げ計画が出て、築地本願寺が出願することになった。1930年（昭和5年）に築地本願寺に払い下げが決まった。他に明治大学にも払い下げられ、現在同大学和泉キャンパスとなっている。
1934年（昭和9年）に、正式に開所した。2年前まで東京府豊多摩郡和田堀町（開所時点では東京府東京市杉並区）だったことから「和田堀廟所」と名付けた。
墓地には、伊東巳代治（官僚・政治家）、佐藤栄作（首相、ノーベル賞受賞者）、樋口一葉（作家）。九条武子（歌人、教育者）など著名人の墓が多い。また、築地本願寺の前身の「浜町御坊」時代に、再建等に尽力した江戸佃島（現・東京都中央区佃）住民の墓もある。
日本建築史のパイオニアで築地本願寺本堂などの設計を手がけた建築家の伊東忠太による、極楽橋などが設置されている。（当初は廟所前の玉川上水に設置されていた）

## ギャラリー

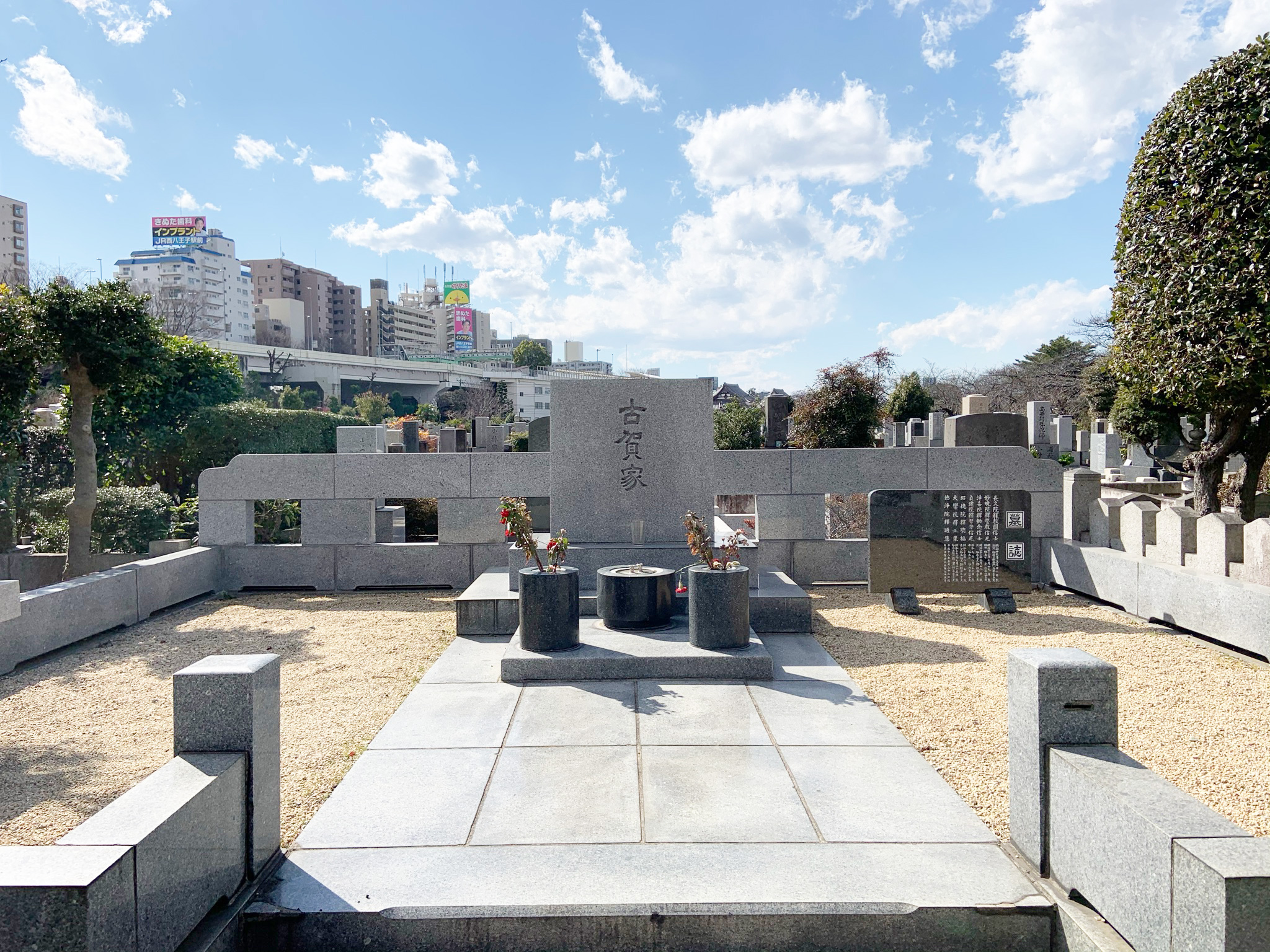
古賀政男の墓
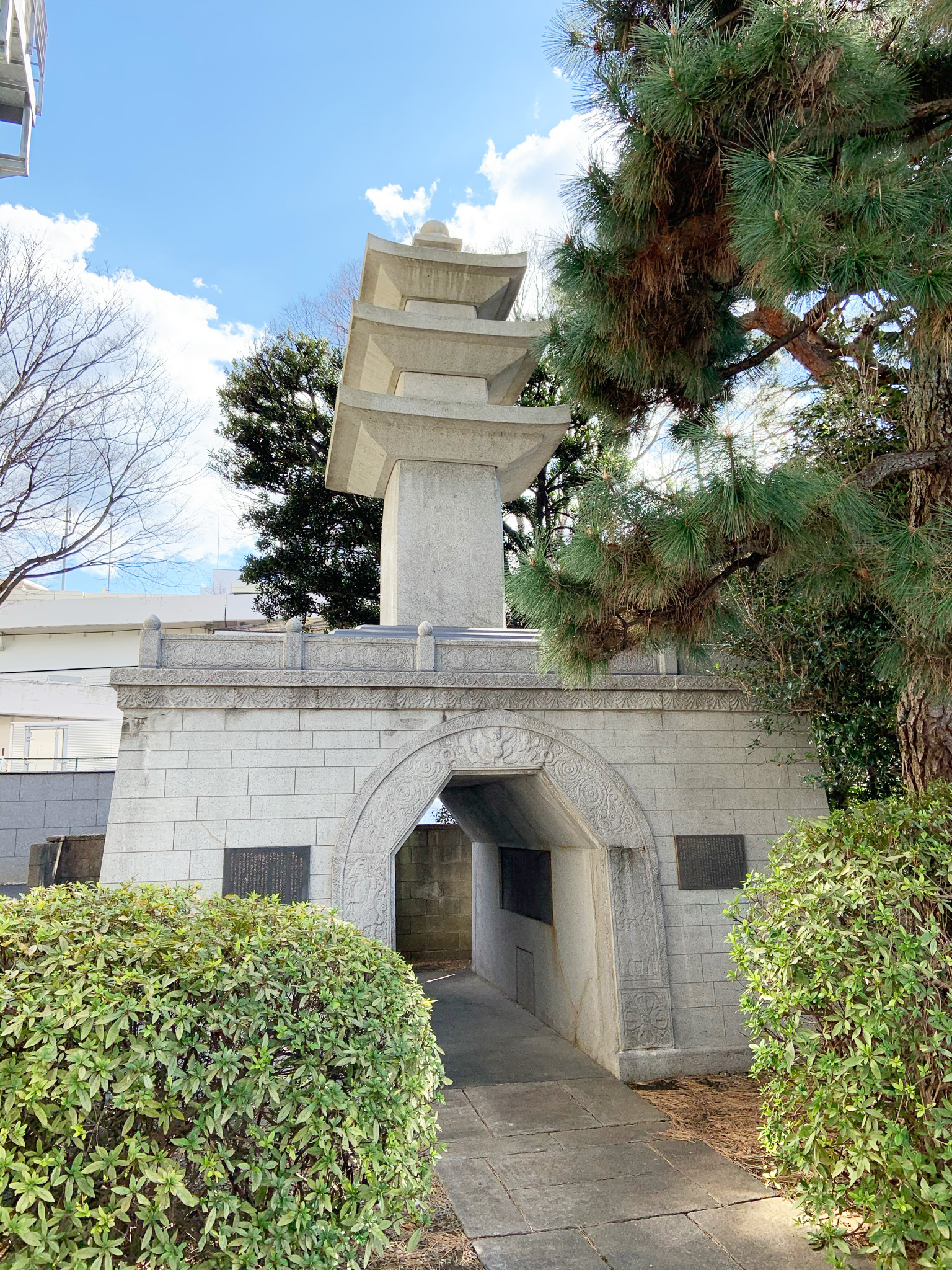
三島海雲翁顕彰碑

## 交通アクセス
- 明大前駅より徒歩8分。